# Liste des parcs d'État de l'Utah

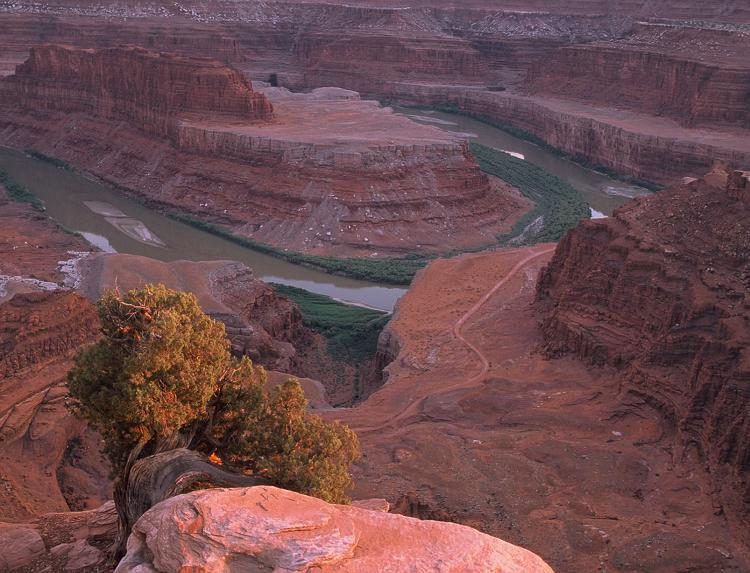
La rivière Colorado vue de Dead Horse Point

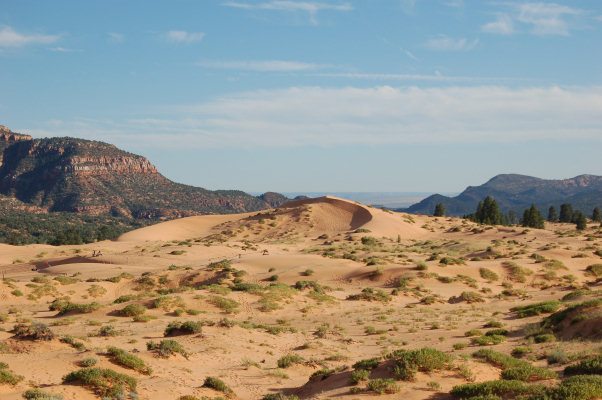
Dunes de sable de Coral Pink Sand Dunes

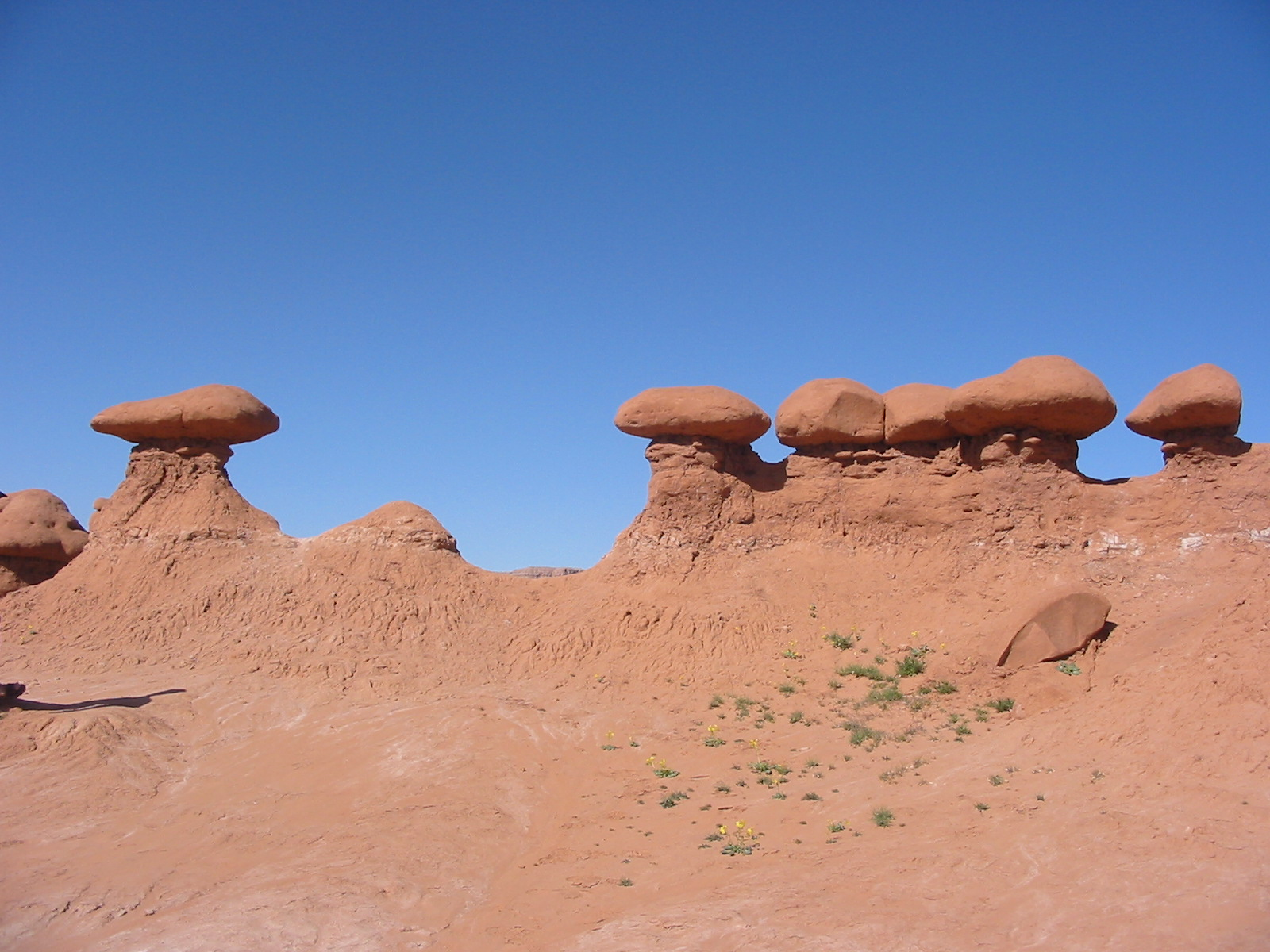
Goblin Valley

Liste des parcs d'État de l'Utah aux États-Unis d'Amérique par ordre alphabétique. Ils sont gérés par l'Utah State Parks.
- Anasazi
- Antelope Island
- Bear Lake
- Camp Floyd
- Coral Pink Sand Dunes
- Dead Horse Point
- Deer Creek
- East Canyon
- Edge of the Cedars
- Escalante
- Fremont Indian
- Goblin Valley
- Goosenecks
- Great Salt Lake
- Green River
- Gunlock
- Historic Union Pacific Rail Trail
- Huntington
- Hyrum Lake
- Iron Mission
- Jordanelle
- Kodachrome Basin
- Millsite
- Otter Creek
- Palisade
- Piute
- Quail Creek
- Red Fleet
- Rockport
- Sand Hollow
- Scofield
- Snow Canyon
- Starvation
- Steinaker
- Utah Territorial Statehouse
- Utah Field House of Natural History
- Utah Lake
- Wasatch Mountain
- Willard Bay
- Yuba Lake